# Međuopćinska nogometna liga Karlovac – Gospić 1987./88.
Međuopćinska nogometna liga Karlovac – Gospić je bila liga šestog stupnja nogometnog prvenstva Jugoslavije u sezoni 1987./88. 
  
Sudjelovalo je 12 klubova, a prvak je bio klub "Lika" iz Ličkog Osika. 
  
Liga je nastala reorganizacijom ligaškog natjecanja kao sljednica dotadašnje IV. regionalne lige Karlovac – Gospić. 

## Sustav natjecanja
12 klubova je igralo dvokružnu ligu (22 kola). 

## Ljestvica
| mj. | klub                                   | ut. | pob. | ner. | por. | gol+ | gol- | bod |
| --- | -------------------------------------- | --- | ---- | ---- | ---- | ---- | ---- | --- |
| 1.  | Lika Lički Osik                        | 22  | 13   | 4    | 5    | 43   | 28   | 30  |
| 2.  | Mladost Topusko                        | 22  | 14   | 1    | 7    | 49   | 40   | 29  |
| 3.  | Korana (Karlovac – Turanj)             | 22  | 9    | 8    | 5    | 50   | 34   | 26  |
| 4.  | Croatia Žakanje                        | 22  | 10   | 4    | 8    | 55   | 38   | 24  |
| 5.  | Duga Resa                              | 22  | 9    | 4    | 9    | 38   | 34   | 22  |
| 6.  | Krbava Udbina                          | 22  | 8    | 5    | 9    | 42   | 41   | 21  |
| 7.  | Udarnik Perušić                        | 22  | 8    | 5    | 9    | 25   | 42   | 21  |
| 8.  | VOŠK Belavići                          | 22  | 7    | 6    | 9    | 37   | 40   | 20  |
| 9.  | Vatrogasac (Karlovac – Gornje Mekušje) | 22  | 6    | 7    | 9    | 38   | 50   | 19  |
| 10. | Gacka Sinac                            | 22  | 7    | 4    | 11   | 40   | 43   | 18  |
| 11. | Slunj                                  | 22  | 6    | 6    | 10   | 37   | 54   | 18  |
| 12. | Radnik Karlovac                        | 22  | 6    | 4    | 12   | 25   | 43   | 16  |
|     | UKUPNO                                 | 264 | 103  | 58   | 103  | 479  | 487  |     |

- ljestvica sadrži ukupno nejednak zbroj postignutih i primljenih golova

## Rezultatska križaljka
| kratica | klub                                   | CRO | DUGR | GAC | KOR | KRB | LIKA | MLA | RAD | SLU | UDA | VAT | VOŠK |
| --- | -------------------------------------- | --- | ---- | --- | --- | --- | ---- | --- | --- | --- | --- | --- | ---- |
| CRO | Croatia Žakanje                        |     |      |     |     |     |      |     |     |     |     |     |      |
| DUGR | Duga Resa                              |     |      |     |     |     |      |     |     |     |     |     |      |
| GAC | Gacka Sinac                            |     |      |     |     |     |      |     |     |     |     |     |      |
| KOR | Korana (Karlovac – Turanj)             |     |      |     |     |     |      |     |     |     |     |     |      |
| KRB | Krbava Udbina                          |     |      |     |     |     |      |     |     |     |     |     |      |
| LIKA | Lika Lički Osik                        |     |      |     |     |     |      |     |     |     |     |     |      |
| MLA | Mladost Topusko                        |     |      |     |     |     |      |     |     |     |     |     |      |
| RAD | Radnik Karlovac                        |     |      |     |     |     |      |     |     |     |     |     |      |
| SLU | Slunj                                  |     |      |     |     |     |      |     |     |     |     |     |      |
| UDA | Udarnik Perušić                        |     |      |     |     |     |      |     |     |     |     |     |      |
| VAT | Vatrogasac (Karlovac – Gornje Mekušje) |     |      |     |     |     |      |     |     |     |     |     |      |
| VOŠK | VOŠK Belavići                          |     |      |     |     |     |      |     |     |     |     |     |      |
| |                                        |     |      |     |     |     |      |     |     |     |     |     |      |
| podebljan rezultat - utakmice od 1. do 11. kola (1. utakmica između klubova) rezultat normalne debljine - utakmice od 12. do 22. kola (2. utakmica između klubova) rezultat nakošen - nije vidljiv redoslijed odigravanja međusobnih utakmica iz dostupnih izvora rezultat smanjen * - iz dostupnih izvora nije uočljiv domaćin susreta prekrižen rezultat - poništena ili brisana utakmica p - utakmica prekinuta 3:0 p.f. / 0:3 p.f. - rezultat 3:0 bez borbe n.i. - nije igrano |                                        |     |      |     |     |     |      |     |     |     |     |     |      |

 Izvori: